# جاورسيان
جاورسيان هي مدينة في مقاطعة خنداب، إيران. عدد سكان هذه المدينة هو 4,993 في سنة 2016.